# Drapeau des Terres australes et antarctiques françaises

Drapeau des TAAF.

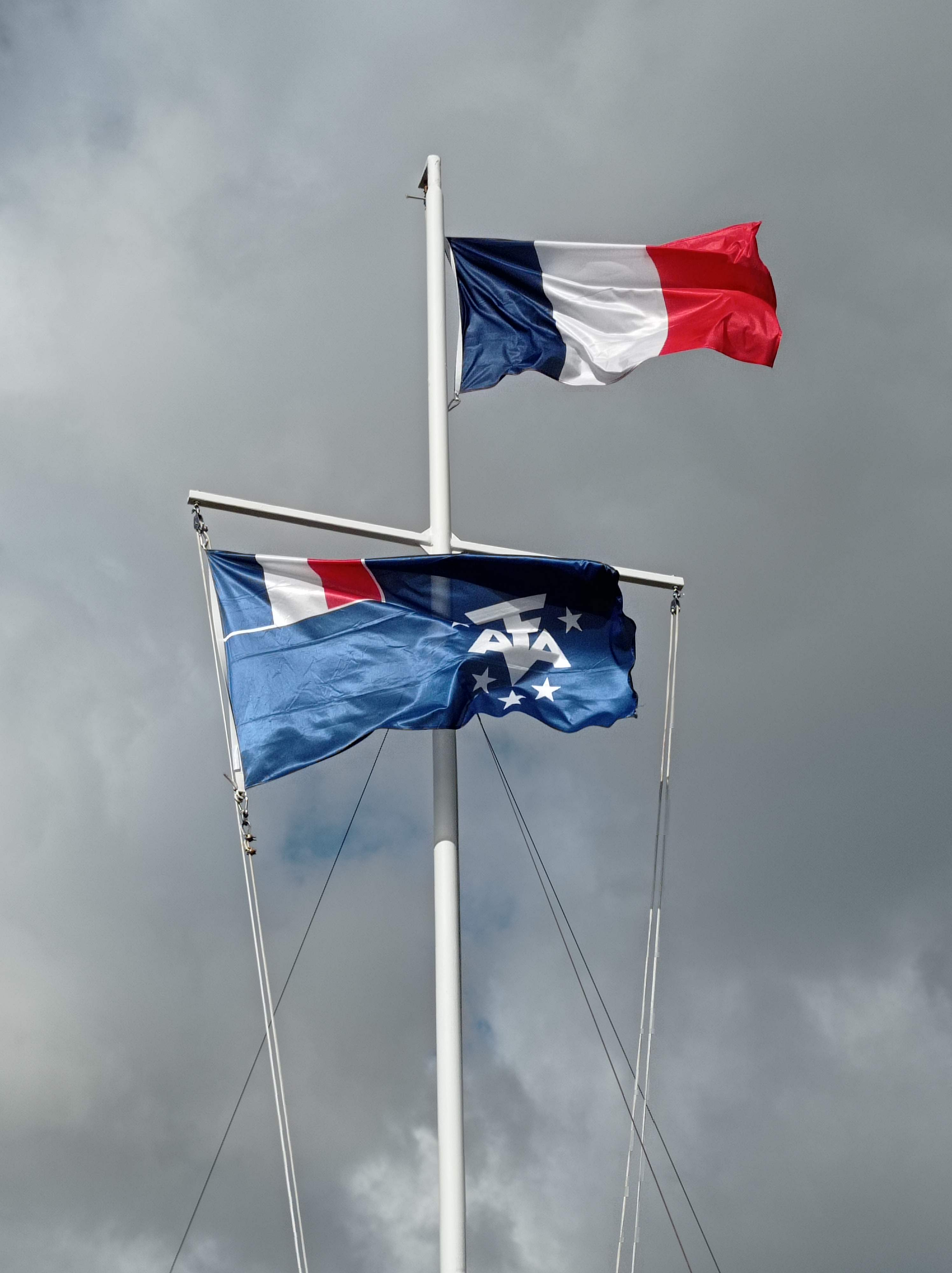
Drapeau des TAAF avec le drapeau national à Martin-de-Viviès.

Le drapeau des Terres australes et antarctiques françaises est bleu avec dans son coin supérieur gauche le drapeau français et dans le quart inférieur gauche écrites en blanc les quatre lettres majuscules T, A, A, F entremêlées, entourées de cinq étoiles. 
Il est officialisé par l'arrêté du 23 février 2007, qui le définit ainsi dans son 2e article : « En forme de pavillon de navire, cet emblème est "d'azur aux quatre lettres T, A, A, F, entremêlées, accompagnées en pointe de cinq étoiles, le tout d'argent, et au franc-canton en pal azur argent gueules" ». À noter que le décret ne parle pas de drapeau mais d'emblème. Le décret ne précise pas non plus le pourquoi des cinq étoiles, mais elles représentent probablement les cinq districts des Terres australes et antarctiques françaises (TAAF) : l'archipel Crozet, les îles Kerguelen, les îles Saint-Paul et Amsterdam, la Terre-Adélie et les îles Éparses dans l'océan Indien. 

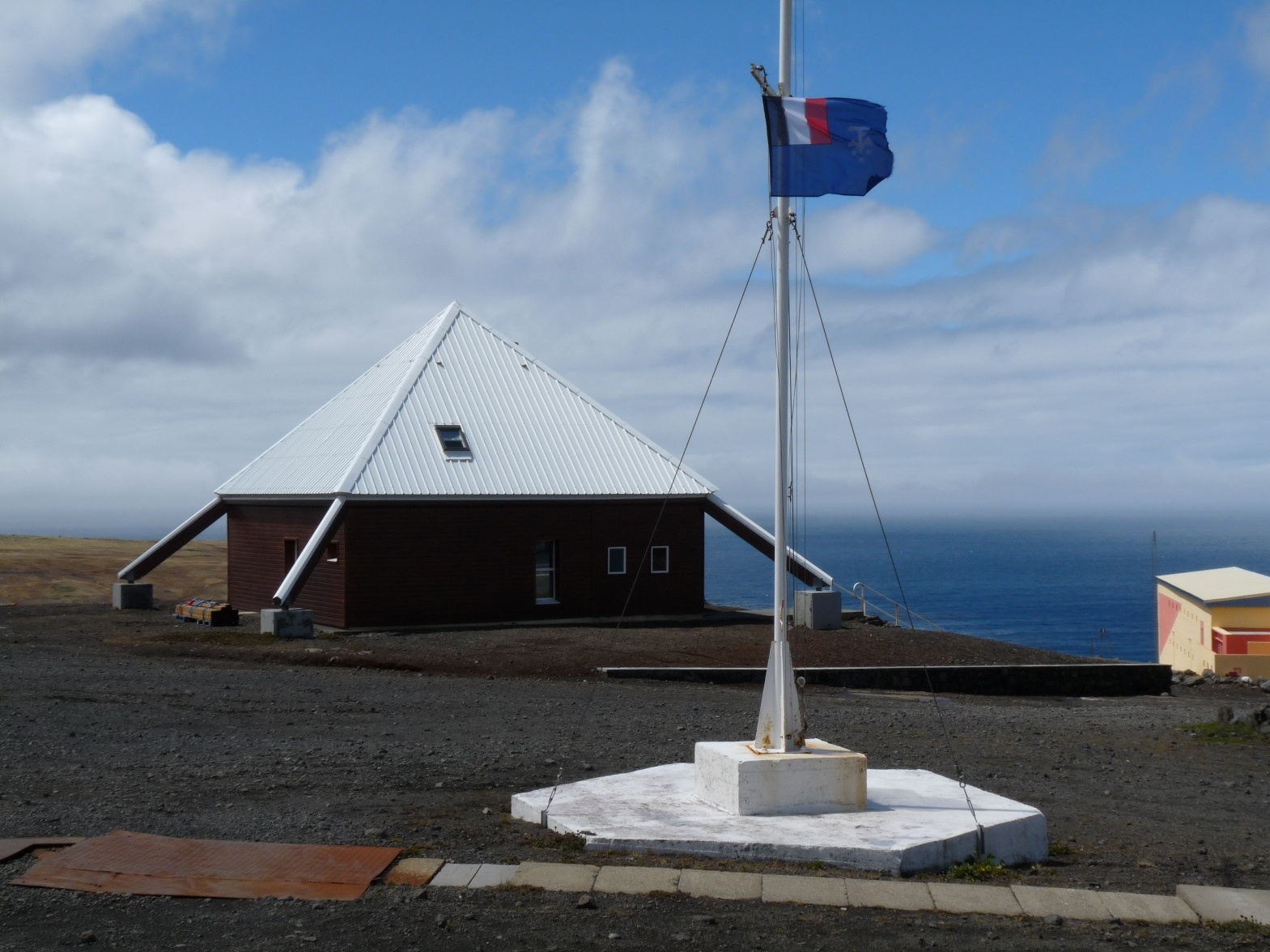
L'ancien drapeau sur la base Alfred-Faure sur l'île de la Possession, dans l'archipel Crozet.

Le drapeau est similaire à l'ancien drapeau de l'administrateur supérieur des TAAF mais qui ne comportait que trois  étoiles et faisait jusqu'alors office de drapeau des TAAF. Ce drapeau aurait été adopté par le premier d'entre eux Xavier Richert. Selon la revue Historia, les trois étoiles reprenaient celles présentes sur son uniforme correspondant au grade de vice-amiral, toutefois Xavier Richert n'était pas militaire mais haut fonctionnaire. 